# 石川寛美
石川 寛美（いしかわ ひろみ、1961年11月12日 - ）は、日本の声優、舞台女優。東京都出身。81プロデュース、演劇集団キャラメルボックス所属。夫は舞台撮影ディレクター、カメラマンで、元ネビュラプロジェクト映像部のチーフの庄村拓也。

## 経歴
雙葉高等学校時代（本人曰く「一番多感な頃」）、小劇団の舞台を見て感動。「見るだけはじゃなく自分もやりたいなあ」と思い、明治大学文学部時代に学生劇団に入団。学科も演劇学を専攻。以後舞台女優として活動を続ける傍ら、声優業も始める。
舞台女優としては、テアトル・エコーを経て1989年に演劇集団キャラメルボックスに所属。

## 人物
音域はF - C。いつも困っているような声が特徴。
趣味・特技は和太鼓、旅行。
庄村とは1996年10月13日に結婚しており、庄村との間に娘がいる。

## 出演
太字はメインキャラクター。

### テレビアニメ
1991年
- トラップ一家物語（ヨハンナ）

1993年
- それいけ!アンパンマン（フライぼうや〈初代〉）

1994年
- 機動戦士Vガンダム（フランチェスカ・オハラ〈フラニー〉）
- 勇者警察ジェイデッカー（1994年 - 1995年、友永勇太）
- ヤマトタケル（ナムジ、マンタ、3歳のタケル）
- 魔法陣グルグル（1994年 - 1995年、ザザ）

1995年
- 空想科学世界ガリバーボーイ（ジェームズ二世）
- ロミオの青い空（ミカエル）
- バーチャファイター（ウェイ）
- ぼのぼの（流れ星くん）

1996年
- バケツでごはん（リーチ）
- 爆走兄弟レッツ&ゴー!!（松下健一）
- 家なき子レミ（アラン）

1997年
- 忍たま乱太郎（1997年 - 2025年、いぶ鬼、ナオミ〈初代〉 他）
- 手塚治虫の旧約聖書物語（ヌン）
- 金田一少年の事件簿（クリス・アインシュタイン）

1998年
- 異次元の世界エルハザード（パルナス・レレライル）
- 鉄コミュニケイション（スパイク）
- 時空探偵ゲンシクン（ロダン）

1999年
- 超速スピナー（鈴木徹）
- ドクタースランプ（アーシャ王子）

2000年
- とっとこハム太郎（オアシスくん）
- ポケットモンスター（ツクシ）

2001年
- クレヨンしんちゃん（2001年 - 2021年、屈底厚子）
- シャーマンキング（鏡）

2002年
- 爆闘宣言ダイガンダー（ハタケ・マコト）

2003年
- 冒険遊記プラスターワールド（2003年 - 2004年、ハーニア）

2004年
- サムライチャンプルー（男の子）
- 名探偵コナン（女）

2005年
- まじめにふまじめ かいけつゾロリ（ヘトリス、サル丸）

2008年
- もっけ（日吉一真）

2010年
- リタとナントカ（ボブ）

### 劇場アニメ
- シニカル・ヒステリー・アワー（1988年、ツネコ）

### OVA
- TO-Y（1987年）
- 朱鷺色怪魔（1989年）
- 異次元の世界エルハザード（1995年、パルナス・レレライル）
- ドクターかめかめ（1996年、おさかなちゃん）

### ゲーム
1996年
- 謎王（紅童）
- スーパーロボット大戦シリーズ（1996年 - 2021年、フランチェスカ・オハラ、友永勇太） - 4作品

1998年
- ソニックウィングスアサルト（ホワイティー）
- 新世代ロボット戦記ブレイブサーガ（友永勇太）

1999年
- バトル昆虫伝（斎正平）

2000年
- ブレイブサーガ2（友永勇太）

2005年
- 新世紀勇者大戦（友永勇太）

2007年
- SDガンダム GGENERATION（2007年 - 2012年、フランチェスカ・オハラ） - 4作品

2011年
- クレヨンしんちゃん 宇宙DEアチョー!? 友情のおバカラテ!!

### ドラマCD
- 魔法陣グルグル ドラマCD 〜大迷惑! 熱血妖精の恩返し〜（ザザ）
- まもって守護月天!（遠藤乎一郎〈初代〉）
- 勇者警察ジェイデッカー CDミステリー劇場 「謎の招待状〜今、真実が明かされる時〜」（友永勇太）

#### ラジオドラマ
- ファイナルファンタジータクティクスアドバンス（ドネッド・ラディウユ）

### 吹き替え

#### 映画
- オリバー!（チャーリー）※テレビ東京版

#### ドラマ
- 愉快なシーバー家（スティンキー）

#### アニメ
- アイアンマン（イラスティカ）
- キャッツ&カンパニー（ロージャー）
- ザ・シンプソンズ（デラ）
- シュレック
- ミュータント・タートルズ（1987年テレビ東京版）（ニクトー）
- わんわん物語II（ダニエル）

### 舞台

#### 演劇集団キャラメルボックス
太字は主演作品
- ナツヤスミ語辞典（1989年・1991年、ヤンマ）
- サンタクロースが歌ってくれた（1989年・1992年、すずこ / 2010年、奥様）
- 広くてすてきな宇宙じゃないか（1990年・1992年・1999年、クリコ / 2012年、おばあちゃん）
- ディアフレンズ・ジェントルハーツ（1990年、なつめ）
- 不思議なクリスマスのつくりかた（1990年、マーシー）
- ブリザード・ミュージック（1991年、清子）
- 嵐になるまで待って（1993年、チカ）
- シアターエクスプレス96"やまびこ67号、応答せよ！"（1996年、吉田）
- ケンジ先生（1996年、おばあちゃん）
- 怪傑三太丸（1999年、トント）
- 賢治島探検記（2006年・2011年）
- 僕の大好きなペリクリーズ（2008年、王女、リコリダ、おかみ）
- 銀河旋律（2011年、アリマ） - 大森美紀子・伊藤ひろみとトリプルキャスト
- 飛ぶ教室（2011年、ケストナーの母、フリドリン、マルチンの母）
- ジャングル・ジャンクション（2013年、シシド博士）
- 太陽の棘 彼はなぜ彼女を残して旅立ったのだろう（2014年、水田陽子）
- BREATH（2015年、松山時枝） - 伊藤ひろみとダブルキャスト
- 彼は波の音がする（2016年、道成寺澄子） - 小林春世とダブルキャスト
- 彼女は雨の音がする（2016年、道成寺澄子） - 小林春世とダブルキャスト
- スロウハイツの神様（2017年・2019年、赤羽滋子）
- ながれぼしのきもち（2018年、若宮志津香）
- トルネイド 北条雷太の終わらない旅（2025年）[42]

#### BOOWHOWOOL
- おれたちともだち（2012年）
- おれたちともだち その2（2013年）
- こんにちは アンデルセンさん（2014年）
- っくんの出会った鬼（2015年）
- 『ぐりっぐるっぐらっ（2017年）

WHO’S TERRACE プロデュース
- LOST PIANO CHILDREN〜失われたピアノの子供たち〜（2018年、演出）
- ヒトミ（2019年、演出・出演）
- よろこびの歌（2021年、演出）

#### テアトル・エコー
- 夏宵漫百鬼夜行
- 花粉熱
- 歌うならラブソング

#### その他
- 男ごろしあの世の春 あの世の冬
- 花いくさ（松竹製作）

### ラジオ
- ことばの教室 3年生（遠山さよ子）

### CM
- 郵政省電波監理局（デンパ君）

### テレビ番組
- いちにのさんすう（さんた）
- いないいないばあっ!（モウフー、クックー）
- COUNT DOWN TV→CDTVサタデー→CDTVライブ!ライブ!（アビー君）

### 人形劇
- こどもにんぎょう劇場
  - 「このつぎなあに」（タヌキ）
  - 「海底二万里」・「続海底二万里」（シューロ）
  - 「タイムマシンの冒険3」（バブ）

### その他コンテンツ
- 東京ディズニーランドスプラッシュ・マウンテン（うさぎ）

### シリーズ一覧
1. ↑  『新スーパーロボット大戦』（1996年）、『α』（2000年）、『α for Dreamcast』（2001年）、『30』（2021年）
2. ↑  『SPIRITS』（2007年）、『WARS』（2009年）、『WORLD』（2011年）、『OVER WORLD』（2012年）